# ديما جمالي
ديما جمالي هي أكاديمية وسياسية لبنانية من طرابلس. كانت واحدة من ستة نائبات انتُخبنَ عام 2018، قبل استقالتها من مجلس النواب في آب/أغسطس 2020 إثر انفجار مرفأ بيروت.

## المسيرة المهنيّة
ديما حاصلة على بكالوريوس من الجامعة الأميركية في بيروت، وماجستير من جامعة ولاية سان خوسيه في الولايات المتحدة، ودكتوراه في السياسة الاجتماعية والإدارة من جامعة كنت (بالإنجليزية: University Of Kent)‏ في المملكة المتحدة. عادت عام 2005 إلى الجامعة الأمريكية في بيروت كعضو هيئة تدريس، حيث تقدمت من أستاذ مساعد إلى أستاذ متفرغ لتُصبح عميد كلية الأعمال.
قررت في عام 2018 أخذ استراحة من الأوساط الأكاديمية للعمل في السياسة، التي كانت مألوفة لها منذ أن كان والدها رشيد جمالي رئيسًا لبلدية طرابلس، وقالت إنها أصبحت عضوًا في البرلمان، عندما اختارها رئيس الوزراء سعد الحريري خلال الانتخابات التشريعيّة عام 2018 عن حزب تيار المستقبل.
أوضحت ديما أنها ترغب في مواصلة عملها في الأوساط الأكاديمية، لكنّ العودة إلى منصب أستاذ بدوام كامل سيكون أمرًا صعبًا كونها سياسة ونائبة، مشيرة إلى أنها ستُحاول الاستمرار في المساهمة في القطاع التعليمي، لا سيما مع مكانتها البارزة في الجامعة الأميركية في بيروت. علّقت في عام 2020 منصبها في مجلس النواب اللبناني، ردًا على انفجار ميناء بيروت في 4 آب/أغسطس، قائلة إنها أدركت مع الأسف أن عملها في السياسة لم يؤد إلى النتيجة المرجوة، فشغلت منصب عميد كلية إدارة الأعمال بجامعة الشارقة بدولة الإمارات العربية المتحدة.